# À bout (film)
Pour les articles homonymes, voir  À bout.
Pour plus de détails, voir Fiche technique et Distribution.
À bout (Straw) est un film policier psychologique américain écrit, produit et réalisé par Tyler Perry et sorti en 2025.
Le film met en vedette Taraji P. Henson, Sherri Shepherd, Teyana Taylor, Sinbad, Rockmond Dunbar, Ashley Versher, Mike Merrill et Glynn Turman.
À bout est sorti sur Netflix le 6 juin 2025.

## Synopsis
Janiyah Wiltkinson est une mère célibataire vivant dans un appartement délabré avec sa fille Aria, souvent malade. Un matin, alors qu'elle donne le bain à Aria et la prépare pour l'école, Janiyah l'avertit de ne pas mouiller son projet scientifique car il cessera de fonctionner. Aria exprime sa frustration de ne pas pouvoir se laver elle-même et dit à Janiyah que leur professeur a annoncé que sa maman ne pouvait pas lui payer son déjeuner. Janiyah est contrariée mais essaie de se concentrer pour se rendre au travail.
En sortant, elle donne de la monnaie à un voisin en fauteuil roulant, ce qui met en colère son propriétaire qui menace de l'expulser si le loyer n'est pas payé avant 10 heures du matin. Après avoir déposé Aria à l'école, où le directeur leur lance un regard étrange, Janiyah se rend à son travail à la supérette. Un client lui jette une bouteille après qu'elle ait refusé d'accepter une carte WIC (en) pour des articles non éligibles.
Son patron antipathique lui ordonne de nettoyer le désordre. Alors qu'elle est à l'arrière, Janiyah reçoit un appel de l'école d'Aria, l'informant qu'elle doit venir. Son patron exige qu'elle revienne dans 30 minutes et refuse de lui remettre son chèque de paie. Janiyah se précipite à la banque pour retirer de l'argent pour le déjeuner d'Aria, mais la file d'attente est trop longue. À l'école, elle est confrontée au directeur et aux services de protection de l'enfance, qui placent Aria en garde. Janiyah plaide pour sa fille et ses médicaments, mais ils partent avec l'enfant.
Alors que Janiyah retourne au travail sous la pluie, elle coupe accidentellement la route à un homme qui s'avère être un policier non en service. Il lui jette un verre, la fait sortir de la route et menace sa vie. Lorsque la police arrive, sa voiture est saisie en raison de documents expirés. Elle finit par retourner au travail, mais elle est licenciée. Son patron refuse à nouveau de lui donner son chèque de paie. Quand Janiyah rentre chez elle, elle découvre que ses affaires ont été jetées dehors, elle est expulsée.
Elle retourne au magasin pour affronter son patron, mais ce faisant, deux voleurs armés entrent par effraction. On exige le sac à dos d'Aria, et lorsque Janiyah refuse, elle est agressée. Au cours de la lutte, elle attrape l'arme et tire sur le voleur. Son ancien patron l'accuse d'avoir planifié le vol, affirmant que le voleur connaissait son nom alors qu'il l'a lu sur son badge. Prise de panique, Janiyah lui tire dessus et s'enfuit, emportant seulement son chèque de paie.
À la banque, la caissière refuse d'encaisser son chèque sans pièce d'identité. Désespérée, Janiyah sort une arme, ce qui incite le caissier à lui remettre de l'argent. Une alarme silencieuse est déclenchée. La directrice de la banque, Nicole, reconnaît Janiyah et tente de la calmer. Les détectives Raymond et Grimes, qui enquêtent déjà sur l'incident de l'épicerie, sont informés d'un vol à la banque.
Raymond, un ancien négociateur de l'armée, propose de parler à Janiyah. Ils commencent à établir une relation par téléphone. Janiyah accepte de se rendre uniquement si l'officier qui a menacé sa vie est écarté des lieux. Pendant ce temps, un caissier de banque diffuse secrètement la situation en direct, attirant la sympathie du public. Les supporters se rassemblent à l'extérieur. Après que Janiyah ait raccroché, le flux est bloqué par la police. Raymond, qui sympathise avec Janiyah, apprend l'identité de l'officier menaçant et le fait appréhender.
Nicole et Janiyah désactivent les caméras de la banque, mais une caissière, Tessa, écrit secrètement une note sur une fenêtre de salle de bain, révélant que la supposée bombe n'est qu'un projet scientifique d'Aria. Raymond frappe l'officier qui a harcelé Janiyah et demande au FBI de l'autoriser à parler à Janiyah. Le FBI refuse, alors Raymond remet personnellement une photo de l'officier par l'intermédiaire de Nicole. Janiyah confirme son identité et libère les otages, mais Nicole reste.
Janiyah reçoit un appel téléphonique de sa mère, qui lui apprend qu'Aria est décédée la nuit précédente pendant la crise. Un flashback révèle que la présence d'Aria tout au long de la journée était une hallucination. L'école n'a pas appelé et les services de protection de l'enfance n'ont jamais été impliqués. Nicole, consciente de la mort d'Aria, était restée pour protéger Janiyah d'elle-même et de la situation.
Alors que le FBI se prépare à prendre d'assaut la banque, des gaz lacrymogènes sont tirés et Janiyah semble être abattue. Mais c'est aussi une hallucination. En réalité, Janiyah se rend pacifiquement au détective Raymond, avec Nicole à ses côtés.

## Fiche technique
Sauf indication contraire, les informations mentionnées dans cette section peuvent être confirmées par la base de données cinématographiques IMDb,  présente dans la section « Liens externes ».
- Titre original : Straw
- Titre français : À bout
- Réalisation : Tyler Perry
- Scénario : Tyler Perry
- Photographie : Justyn Moro
- Montage : Nick Coker
- Musique : Dara Taylor (en)
- Production : Tyler Perry, Andy Norman, Carole Wurst
- Sociétés de production :
- Pays de production : États-Unis
- Langue originale : anglais
- Format : couleur
- Genre : policier
- Durée : 105 minutes
- Dates de sortie[1] :
  - Netflix : 6 juin 2025

## Distribution
Sauf indication contraire, les informations mentionnées dans cette section peuvent être confirmées par la base de données cinématographiques IMDb,  présente dans la section « Liens externes ».
- Taraji P. Henson (VF : Annie Milon) : Janiyah Wiltkinson
- Sherri Shepherd (VF : Daria Levannier) : Nicole Parker
- Teyana Taylor (VF : Déborah Claude) : l'inspectrice Kay Raymond
- Sinbad : Benny
- Rockmond Dunbar (VF : Gilles Morvan) : le capitaine Wilson
- Ashley Versher (VF : Amélia Ewu) : Tessa George
- Mike Merrill (VF : Grégory Lerigab) : l'inspecteur Billy Grimes
- Glynn Turman (VF : Thierry Desroses) : Richard
- Shalet Monique: Rayah Dunnam
- Derek Phillips (VF : Damien Boisseau) : l'agent Bryce
- Tilky Jones (en) : l'officier Oliver
- Katrina Nelson : l'officier Sam
- Anthony E. Williams : l'officier Dickson
- Schelle Purcell (VF : Corinne Wellong) : Gloria
- Ashanti Brown (VF : Fily Keita) : Bunny
- Diva Tyler (VF : Isabelle Ferron) : Isabella

 Source et légende : version française (VF) sur RS Doublage

## Production
À bout est écrit, réalisé et produit par Tyler Perry. Angi Bones et Tony Strickland produisent également pour Netflix.
La distribution comprend Taraji P. Henson, Sherri Shepherd, Teyana Taylor, Glynn Turman, Sinbad, Rockmond Dunbar. Le casting comprend également Mike Merrill et Ashley Versher.
Le film est présenté en première le 6 juin 2025.